# Dominic Anthony Antonelli
Dominic Anthony Antonelli (Detroit, Michigan, 1967. augusztus 23. –) amerikai űrhajós.

## Életpálya
1989-ben a Douglas Byrd High School (Fayetteville) keretében diplomázott. 1989-ben a Massachusetts Institute of Technology (MIT) keretében légügyi és űrhajózási ismeretekkel megvédte diplomáját. Szolgálati repülőgépe az F/A–18C Hornets volt. A USS Nimitz (CVN–68) repülőgép-hordozó fedélzetén teljesített szolgálatot. Tesztpilóta kiképzést kapott. 2002-ben az University of Washington keretében vezetői képzést kapott. Több mint 3200 órát töltött a levegőben, több mint 41 különböző repülőgépet vezetett, illetve tesztelt. 273 alkalommal végzett sikeres landolást repülőgép-hordozó fedélzetén.
2000. július 26-tól a Lyndon B. Johnson Űrközpontban részesült űrhajóskiképzésben. Két űrszolgálata alatt összesen 24 napot, 13 órát, 57 percet és 35 másodpercet (1405 óra) töltött a világűrben.

## Űrrepülések
- STS–119 a Discovery űrrepülőgép 36. repülésének pilótája. Az ISS űrállomásra szállították az utolsó S6 rácsos elemet, az utolsó két napelemszárny hordozóját. Ezzel a rácsszerkezet kiépítése befejeződött. Első űrrepülése alatt összesen 12 napot, 19 órát és 30 percet töltött a világűrben. 8 530 000 kilométert (5 300 000 mérföldet) repült, 202 alkalommal kerülte meg a Földet.
- STS–132, az Atlantis űrrepülőgép 32., repülésének pilótája. Feladat volt a külső szerelési műveleteket támogató Integrated Cargo Carrier–Vertical Light Deployable (ICC-VLD) eszköz és a Mini Research Module-1 (MRM1) feljuttatása a Nemzetközi Űrállomásra.  Második űrszolgálata alatt összesen 11 napot, 18 órát, 29 percet és 9 másodpercet (282 óra) töltött a világűrben. 7 853 563 kilométert (4 879 978 mérföldet) repült, 186 alkalommal kerülte meg a Földet